# 山県市立富波小学校
山県市立富波小学校（やまがたしりつ となみしょうがっこう）は、かつて岐阜県山県市富永に存在した公立小学校。

## 概要
- 旧山県郡美山町（現・山県市）の小学校であり、武儀川沿いの、かつての山県郡富波村（富永･青波）が校区であった。2010年（平成22年）廃校。
- 2022年現在、校舎は山県市教育センター[1][2]、運動場は山県市富波運動場、体育館は山県市富波体育館として使用されている。

## 沿革
- 1873年（明治6年） - 富永村に富永義校、青波村に盛養学校が開校する。
- 1876年（明治9年） - 富永義校は富永学校、盛養学校は青波学校に、それぞれ改称する。
- 1886年（明治19年） - 富永学校は富永簡易小学校に改称する。
- 1889年（明治22年） - 富永村と青波村が合併し、富波村が発足。
- 1892年（明治25年） - 富永簡易小学校は富永尋常小学校、青波学校は青波簡易小学校に、そｒぞれ改称する。
- 1922年（大正11年） - 富永尋常小学校は富永尋常高等小学校に改称する。
- 1934年（昭和9年） - 青波簡易小学校は青波尋常高等小学校に改称する。
- 1941年（昭和16年） - 富永尋常高等小学校は富永国民学校、青波尋常高等小学校は青波国民学校に、それぞれ改称する。
- 1945年（昭和20年） - 富永国民学校と青波国民学校が統合され、富波国民学校になる。
- 1947年（昭和22年） - 富波村立富波小学校に改称する。
- 1949年（昭和24年） - 富波中学校の隣接地（現在地）に移転。校舎は旧・富永国民学校、旧・青波国民学校を移築。
- 1955年（昭和30年） - 西武芸村、北武芸村、富波村、谷合村、葛原村、北山村（以上、山県郡）と乾村（武儀郡）の7村が合併し、美山村となる。これにより美山村立富波小学校に改称する。
- 1964年（昭和39年） - 美山村が町制施行して美山町となる。これにともない美山町立富波小学校に改称する。
- 1973年（昭和48年） - 鉄筋コンクリート製校舎が新築される。
- 2003年（平成15年） - 高富町、伊自良村、美山町が合併し、山県市となる。これにともない。山県市立富波小学校に改称する。
- 2010年（平成22年） - 西武芸小学校、富波小学校、乾小学校と統合、山県市立美山小学校が新設され、廃校。